# Dukla Trenčín Trek/Saison 2013
Dieser Artikel listet Erfolge und Fahrer des Radsportteams Dukla Trenčín Trek in der Saison 2013 auf.

## Erfolge in der UCI Europe Tour
Bei den Rennen der UCI Europe Tour im Jahr 2013 gelangen dem Team nachstehende Erfolge
| Datum      | Rennen                                          | Kat. | Sieger       |
| ---------- | ----------------------------------------------- | ---- | ------------ |
| 23. März   | Košice-Miskolc                                  | 1.2  | Michal Kolář |
| 20. April  | Banja Luka-Belgrade I                           | 1.2  | Michal Kolář |
| 3. Mai     | 2. Etappe Carpathian Couriers Race              | 2.2U | Michal Kolář |
| 13. Juni   | 3. Etappe Serbien-Rundfahrt                     | 2.2  | Michal Kolář |
| 23. Juni   | Slowakische Meisterschaft – Straßenrennen (U23) | CN   | Erik Baška   |
| 22. August | 4. Etappe Baltic Chain Tour                     | 2.2  | Patrik Tybor |

## Zugänge – Abgänge
| Zugänge       | Team 2012        | Abgänge         | Team 2013 |
| ------------- | ---------------- | --------------- | --------- |
| Matej Jurčo   | Whirlpool-Author | Stanislav Bérěs | Unbekannt |
| Erik Baška    | Neoprofi         | Jaroslav Chalas | Unbekannt |
| Mário Daško   | Neoprofi         | Michal Habera   | Unbekannt |
| Ľuboš Malovec | Neoprofi         | Jurai Špánik    | Unbekannt |
|               |                  | Lukas Varhaník  | Unbekannt |

## Mannschaft
| Name           | Geburtstag         | Nationalität |
| -------------- | ------------------ | ------------ |
| Erik Baška     | 12. Januar 1994    | Slowakei     |
| Roman Broniš   | 17. Oktober 1976   | Slowakei     |
| Mário Daško    | 30. Juni 1994      | Slowakei     |
| Róbert Gavenda | 15. Januar 1988    | Slowakei     |
| Matej Jurčo    | 8. August 1984     | Slowakei     |
| Michal Kolář   | 21. Dezember 1992  | Slowakei     |
| Maroš Kováč    | 11. April 1977     | Slowakei     |
| Martin Mahdar  | 31. Juli 1989      | Slowakei     |
| Ľuboš Malovec  | 10. Februar 1994   | Slowakei     |
| Filip Taragel  | 19. Mai 1992       | Slowakei     |
| Patrik Tybor   | 16. September 1987 | Slowakei     |
| Matej Vyšňa    | 8. Juli 1988       | Slowakei     |